# Filmfabrikken
Filmfabrikken er et dansk filmproduktionsselskab skabt i et samarbejde mellem Regner Grasten Film og Zentropa. Dannelsen af det nye selskab blev meddelt af de to selskabers direktører, Regner Grasten og Peter Aalbæk Jensen, i Cannes 20. maj 2007. 